# Ejército Árabe de Liberación
El Ejército de Liberación Árabe, también conocido como Ejército de Salvación Árabe o Ejército de Rescate Árabe, fue una fuerza de voluntarios de diversos países árabes, liderada por Fawzi al-Qawuqji. Participó en la Guerra de Palestina de 1948, denominada también Guerra de Independencia de Israel y Nakba. La Liga Árabe lo creó como una alternativa al Ejército de Guerra Santa del Alto Comité Árabe; sin embargo, tanto la Liga como los gobiernos árabes limitaron el reclutamiento de miles de personas para ambas organizaciones.
En la reunión celebrada en Damasco el 5 de febrero de 1948 para organizar los Comandos de Campo Palestinos, se asignó el norte de Palestina a las fuerzas de Qawuqji, aunque Cisjordania ya estaba, de facto, bajo el control de Transjordania.
La meta de reclutamiento era de 10 000 voluntarios, pero para mediados de marzo de 1948 solo se habían unido alrededor de 6000, y esa cifra no aumentó significativamente. Según el general Safwat, el número real desplegado podría haber sido tan bajo como 3500. Sus filas incluían principalmente sirios, libaneses, palestinos y algunos cientos de iraquíes, jordanos, miembros de la Hermandad Musulmana de Egipto, circasianos y bosnios. También se registraron algunos desertores alemanes, turcos y británicos.